# Turingova nagrada
Nagrada A. M. Turinga ACM (angleško ACM A. M. Turing Award) je letna nagrada, ki jo podeljuje Združenje za računalniške stroje (ACM) za dosežke trajnega in velikega tehniškega pomena v računalništvu. V splošnem velja za najvišje priznanje iz računalništva in je pogovorno znana kot »Nobelova nagrada za računalništvo«.:106
Nagrada se imenuje po Alanu Turingu, britanskem matematiku in predavatelju na Univerzi v Manchestru. Turing velikokrat velja za ključnega ustanovitelja teoretičnega računalništva in umetne inteligence. Med letoma 2007 in 2013 je nagrado spremljala dodatna denarna nagrada v višini 250.000 US$ s finančno podporo podjetij Intel in Google. Od leta 2014 nagradi priložijo denarno nagrado v vrednosti 1 milijarde US$, s finančno podporo podjetja Google.
Prvi prejemnik nagrade je bil leta 1966 Alan Jay Perlis z Univerze Carnegie Mellon. Prva prejemnica je bila Frances Elizabeth Allen iz IBM leta 2006.

## Prejemniki
| leto | prejemnik(i)            | slika             | utemeljitev | ustanova(e) |
| ---- | ----------------------- | ----------------- | --- | --- |
| 1966 | Alan Jay Perlis         |                   | Za vpliv na področju naprednih tehnik računalniškega programiranja in gradnje prevajalnikov. | Univerza Carnegie Mellon |
| 1967 | Maurice Vincent Wilkes  |                   | Wilkes je najbolj znan kot graditelj in oblikovalec računalnika EDSAC, prvega računalnika z notranje shranjenim programom. EDSAC, izdelan leta 1949, je rabil pomnilnik z živosrebrno zakasnjitvijo. Znan je tudi kot avtor, skupaj z Wheelerjem in Gillom, knjige Preparation of Programs for Electronic Digital Computers leta 1951, v kateri so bile učinkovito predstavljene programske knjižnice. | Univerza v Cambridgeu |
| 1968 | Richard Hamming         |                   | Za delo o numeričnih metodah, samodejnih kodnih sistemih ter kodah detektiranja in popravljanja napak. | Bellovi laboratoriji |
| 1969 | Marvin Minsky           |                   | Za osrednjo vlogo pri tvorjenju, oblikovanju, promociji in napredku na področju umetne inteligence. | Tehnološki inštitut Massachusettsa |
| 1970 | James Hardy Wilkinson   |                   | Za raziskave v numerični analizi olajšanja uporabe hitrega digitalnega računalnika, pri čemer je prejel posebno priznanje za svoje delo pri računanju v linearni algebri in povratni analizi napak. | Nacionalni fizikalni laboratorij |
| 1971 | John McCarthy           |                   | McCarthyjevo predavanje The Present State of Research on Artificial Intelligence je tema, ki pokriva področje na katerem je za svoje delo dosegel precejšnjo prepoznavnost. | Univerza Stanford |
| 1972 | Edsger Wybe Dijkstra    |                   | Edsger Dijkstra je v poznih 1950-ih bistveno prispeval k razvoju jezika ALGOL, visokonivojskega programskega jezika, ki je postal model jasnosti in matematične strogosti. Je eden glavnih zagovornikov znanosti in umetnosti programskih jezikov v splošnem in je močno prispeval k našemu razumevanju njihove strukture, reprezentacije in implementacije. Njegovo petnajstletno objavljanje sega od teoretičnih člankov o teoriji grafov do osnovnih priročnikov, razlagalnih besedil in filozofskih razmišljanj na področju programskih jezikov. | Center matematike in informatike, Tehniška univerza v Eindhovnu |
| 1973 | Charles Bachman         |                   | Za izjemne prispevke k tehnologiji podatkovnih zbirk. | Raziskovalni laboratorij General Electric (sedaj pod podjetjem Groupe Bull, v okrilju podjetja Atos)                                                                    |
| 1974 | Donald Knuth            |                   | Za glavne prispevke k analizi algoritmov in načrtovanju programskih jezikov, zlasti pa za prispevke k delu The Art of Computer Programming skozi njegove znane knjige v neprekinjenem nizu s tem naslovom. | Kalifornijski tehnološki inštitut, Center za komunikacije in računalništvo, Inštitut za obrambne analize, Univerza Stanford                                             |
| 1975 | Allen Newell            |                   | V skupnih znanstvenih prizadevanjih, ki so trajali več kot dvajset let, sprva v sodelovanju z Johnom Cliffordom Shawom pri RAND Corporation, nato pa s številnimi profesorji in študentskimi kolegi na Univerzi Carnegie Mellon, so dali osnovne prispevke k umetni inteligenci, psihologiji človeške kognicije in procesiranju seznamov. | RAND Corporation, Univerza Carnegie Mellon |
| 1975 | Herbert Alexander Simon |                   | V skupnih znanstvenih prizadevanjih, ki so trajali več kot dvajset let, sprva v sodelovanju z Johnom Cliffordom Shawom pri RAND Corporation, nato pa s številnimi profesorji in študentskimi kolegi na Univerzi Carnegie Mellon, so dali osnovne prispevke k umetni inteligenci, psihologiji človeške kognicije in procesiranju seznamov. | RAND Corporation, Univerza Carnegie Mellon |
| 1976 | Michael Oser Rabin      |                   | Za skupni članek Finite Automata and Their Decision Problem, ki je predstavil zamisel nedeterminističnih strojev, ki se je izkazala za izjemno dragocen koncept. Njun klasični članek (Scott & Rabin) je bil stalen vir navdiha za nadaljnje delo na tem področju. | Univerza Princeton |
| 1976 | Dana Scott              |                   | Za skupni članek Finite Automata and Their Decision Problem, ki je predstavil zamisel nedeterminističnih strojev, ki se je izkazala za izjemno dragocen koncept. Njun klasični članek (Scott & Rabin) je bil stalen vir navdiha za nadaljnje delo na tem področju. | Univerza v Chicagu |
| 1977 | John Backus             |                   | Za globoke, vplivne in trajne prispevke k oblikovanju praktičnih visokonivojskih programskih sistemov, zlasti z delom na programskem jeziku FORTRAN, in za temeljno objavo formalnih postopkov za specifikacijo programskih jezikov. | IBM |
| 1978 | Robert Willoughby Floyd |                   | Za jasen vpliv na metodologije ustvarjanja učinkovite in zanesljive programske opreme ter za pomoč pri ustanovitvi naslednjih pomembnih podpodročij računalništva: teorija razčlenjevanja, semantika programskih jezikov, samodejno preverjanje programov, avtomatska sinteza programov in analiza algoritmov. | Univerza Carnegie Mellon, Univerza Stanford |
| 1979 | Kenneth Eugene Iverson  |                   | Za pionirsko prizadevanje na področju programskih jezikov in matematičnega zapisa, ki je privedlo do tega, kar računalniško področje zdaj pozna kot APL, za prispevke k implementaciji interaktivnih sistemov, k izobraževalnim uporabam APL ter k teoriji in praksi programskih jezikov. | IBM |
| 1980 | Tony Hoare              |                   | Za temeljne prispevke k definiciji in oblikovanju programskih jezikov. | Kraljičina univerza v Belfastu, Univerza v Oxfordu |
| 1981 | Edgar Frank Codd        |                   | Za temeljne in stalne prispevke k teoriji in praksi sistemov za upravljanje podatkovnih zbirk, zlasti relacijskih podatkovnih zbirk. | IBM |
| 1982 | Stephen Arthur Cook     |                   | Za napredek pri našem razumevanju računske zahtevnosti na pomemben in globok način. | Univerza v Torontu |
| 1983 | Ken Thompson            |                   | Za razvoj generične teorije operacijskih sistemov in posebej za implementacijo operacijskega sistema UNIX. | Bellovi laboratoriji |
| 1983 | Dennis Ritchie          |                   | Za razvoj generične teorije operacijskih sistemov in posebej za implementacijo operacijskega sistema UNIX. | Bellovi laboratoriji |
| 1984 | Niklaus Wirth           |                   | Za razvoj niza inovativnih računalniških jezikov EULER, ALGOL-W, paskal, MODULA in Oberon. | Univerza Stanford, Univerza v Zürichu, ETH Zürich |
| 1985 | Richard Manning Karp    |                   | Za nenehne prispevke k teoriji algoritmov, vključno z razvojem učinkovitih algoritmov za mrežni tok in druge probleme kombinatorne optimizacije, identifikacijo polinomske časovne izračunljivosti z intuitivnim pojmovanjem algoritemske učinkovitosti in, predvsem, prispevke k teoriji NP-polnosti. | Univerza Kalifornije, Berkeley |
| 1986 | John Hopcroft           |                   | Za temeljne dosežke pri načrtovanju in analizi algoritmov in podatkovnih struktur. | Univerza Cornell |
| 1986 | Robert Tarjan           |                   | Za temeljne dosežke pri načrtovanju in analizi algoritmov in podatkovnih struktur. | Univerza Stanford, Univerza Cornell, Univerza Kalifornije, Berkeley |
| 1987 | John Cocke              |                   | Za pomembne prispevke pri načrtovanju in teoriji prevajalnikov, arhitekturi velikih sistemov in razvoju računalnikov z mikroprocesorjem RISC. | IBM |
| 1988 | Ivan Sutherland         |                   | Za pionirske in vizionarske prispevke k računalniški grafiki, začenši s programom Sketchpad in naprej. | Univerza Stanford, Univerza Harvard, Univerza Utaha, Kalifornijski tehnološki inštitut                                                                                  |
| 1989 | William Kahan           |                   | Za temeljne prispevke k numerični analizi. Eden najpomembnejših strokovnjakov za računanje s plavajočo vejico. Kahan se je posvetil »narediti svet varen za numerične izračune.« | Univerza Kalifornije, Berkeley |
| 1990 | Fernando José Corbató   |                   | Za pionirsko delo pri organiziranju konceptov in vodenju razvoja računalniških sistemov za splošne namene, velikega obsega, s časovnim dodeljevanjem in dedeljevanjem virov, CTSS in Multics. | Tehnološki inštitut Massachusettsa |
| 1991 | Robin Milner            |                   | Za tri različne in popolne dosežke: 1) LCF, mehanizacija Scottove logike izračunljivih funkcij, verjetno prvo teoretično utemeljeno, vendar praktično orodje za strojno podprto konstrukcijo dokazov; 2) ML, prvi jezik, ki vključuje polimorfno tipsko sklepanje skupaj z mehanizmom za tipsko varnost obravnavanja izjem; 3) CCS, splošna teorija sočasnosti. Poleg tega je formuliral in močno izpopolnil polno abstrakcijo, raziskovanje razmerja med operacijsko in denotacijsko semantiko.                                                     | Univerza Stanford, Univerza v Edinburghu |
| 1992 | Butler Lampson          |                   | Za prispevke k razvoju porazdeljenih, osebnih računalniških okolij in tehnologije za njihovo implementacijo: delovne postaje, omrežja, operacijski sistemi, programski sistemi, monitorji, varnost in objavljanje dokumentov. | PARC, DEC |
| 1993 | Juris Hartmanis         |                   | Za vplivni članek, ki je postavil temelje za področje teorije računske zahtevnosti. | Raziskovalni laboratorij General Electric (sedaj pod podjetjem Groupe Bull, v okrilju podjetja Atos)                                                                    |
| 1993 | Richard Edwin Stearns   |                   | Za vplivni članek, ki je postavil temelje za področje teorije računske zahtevnosti. | Raziskovalni laboratorij General Electric (sedaj pod podjetjem Groupe Bull, v okrilju podjetja Atos)                                                                    |
| 1994 | Edward Feigenbaum       |                   | Za pionirsko zasnovo in gradnjo obsežnih sistemov umetne inteligence, prikaz praktičnega pomena in potencialnega komercialnega vpliva tehnologije umetne inteligence. | Univerza Stanford |
| 1994 | Raj Reddy               |                   | Za pionirsko zasnovo in gradnjo obsežnih sistemov umetne inteligence, prikaz praktičnega pomena in potencialnega komercialnega vpliva tehnologije umetne inteligence. | Univerza Stanford, Univerza Carnegie Mellon |
| 1995 | Manuel Blum             |                   | Za prispevke k temeljem teorije računske zahtevnosti in njene uporabe v kriptografiji in preverjanju programov. | Univerza Kalifornije, Berkeley |
| 1996 | Amir Pnueli             |                   | Za temeljno delo pri uvajanju časovne logike v računalništvo in za izjemne prispevke k preverjanju programov in sistemov. | Univerza Stanford, Univerza v Tel Avivu, Weizmannov znanstveni inštitut                                                                                                 |
| 1997 | Douglas Engelbart       |                   | Za navdihujoče videnje prihodnosti interaktivnega računalništva in izum ključnih tehnologij za pomoč pri uresničevanju tega videnja. | SRI International, Tymshare, McDonnell Douglas, Inštitut/Aliansa Bootstrap, Inštitut Douga Engelbarta                                                                   |
| 1998 | Jim Gray                |                   | Za temeljne prispevke k raziskavam podatkovnih zbirk in obdelovanja transakcij ter tehnično vodstvo pri implementaciji sistema. | IBM, Microsoft |
| 1999 | Fred Brooks             |                   | Za pomembne prispevke k računalniški arhitekturi, operacijskim sistemom in programskemu inženirstvu. | IBM, Univerza Severne Karoline v Chapel Hillu |
| 2000 | Andrew Yao              |                   | Za temeljne prispevke k teoriji računanja, vključno s teorijo generiranja psevdonaključnih števil, temeljočo na zahtevnosti, kriptografijo in komunikacijsko zahtevnostjo. | Univerza Stanford, Univerza Kalifornije, Berkeley, Univerza Princeton                                                                                                   |
| 2001 | Ole-Johan Dahl          |                   | Za zamisli, temeljne za nastanek objektno usmerjenega programiranja, skozi njihovo zasnovo programskih jezikov Simula I in Simula 67. | Norveški računski center |
| 2001 | Kristen Nygaard         |                   | Za zamisli, temeljne za nastanek objektno usmerjenega programiranja, skozi njihovo zasnovo programskih jezikov Simula I in Simula 67. | Norveški računski center |
| 2002 | Ron Rivest              |                   | Za genialni prispevek k uporabnosti kriptografije z javnim ključem v praksi. | Tehnološki inštitut Massachusettsa |
| 2002 | Adi Shamir              |                   | Za genialni prispevek k uporabnosti kriptografije z javnim ključem v praksi. | Tehnološki inštitut Massachusettsa |
| 2002 | Leonard Adleman         |                   | Za genialni prispevek k uporabnosti kriptografije z javnim ključem v praksi. | Univerza Južne Kalifornije |
| 2003 | Alan Kay                |                   | Za pionirsko delo mnogih zamisli, ki so osnova sodobnih objektno usmerjenih programskih jezikov, vodenje ekipe, ki je razvila jezik smalltalk, in za temeljne prispevke k osebnemu računalništvu. | Univerza Utaha, PARC, Univerza Stanford, Atari, Apple ATG, Walt Disney Imagineering, Raziskovalni inštitut Viewpoints, Laboratoriji Hewlett-Packard                     |
| 2004 | Vint Cerf               |                   | Za pionirsko delo na področju medmrežnega povezovanja, vključno z zasnovo in implementacijo osnovnih internetnih komunikacijskih protokolov TCP/IP, ter za navdihujoče vodstvo v mreženju. | Univerza Kalifornije, Los Angeles, Univerza Stanford, DARPA, MCI (sedaj pod konglomeratom Verizon), CNRI, Google                                                        |
| 2004 | Bob Kahn                |                   | Za pionirsko delo na področju medmrežnega povezovanja, vključno z zasnovo in implementacijo osnovnih internetnih komunikacijskih protokolov TCP/IP, ter za navdihujoče vodstvo v mreženju. | Tehnološki inštitut Massachusettsa, Bolt Beranek and Newman, DARPA, CNRI                                                                                                |
| 2005 | Peter Naur              |                   | Za temeljne prispevke k oblikovanju programskega jezika in definiciji jezika ALGOL 60, k oblikovanju prevajalnika ter k umetnosti in praksi računalniškega programiranja. | Regnecentralen (sedaj pod korporacijo Fujitsu), Univerza v Københavnu                                                                                                   |
| 2006 | Frances Elizabeth Allen |                   | Za pionirske prispevke k teoriji in praksi optimizacije tehnik prevajalnikov, kar je postavilo temelje za sodobne optimizacijske prevajalnike in samodejno sočasno izvajanje. | IBM |
| 2007 | Edmund Melson Clarke    |                   | Za vlogo pri razvoju modelskega preverjanja v zelo učinkovito tehnologijo preverjanja, ki je široko sprejeta v industriji strojne in programske opreme. | Univerza Harvard, Univerza Carnegie Mellon |
| 2007 | Ernest Allen Emerson    |                   | Za vlogo pri razvoju modelskega preverjanja v zelo učinkovito tehnologijo preverjanja, ki je široko sprejeta v industriji strojne in programske opreme. | Univerza Harvard |
| 2007 | Joseph Sifakis          |                   | Za vlogo pri razvoju modelskega preverjanja v zelo učinkovito tehnologijo preverjanja, ki je široko sprejeta v industriji strojne in programske opreme. | CNRS |
| 2008 | Barbara Liskov          |                   | Za prispevke k praktičnim in teoretičnim osnovam programskih jezikov in oblikovanja sistemov, zlasti v zvezi s podatkovno abstrakcijo, odpornostjo na napake in porazdeljenim računalništvom. | Tehnološki inštitut Massachusettsa |
| 2009 | Charles Patrick Thacker |                   | Za pionirsko zasnovo in izvedbo računalnika Xerox Alto, prvega sodobnega osebnega računalnika, in poleg tega za prispevke k omrežju Ethernet in tabličnemu računalniku. | PARC, DEC, Microsoft Research |
| 2010 | Leslie Valiant          |                   | Za transformativne prispevke k teoriji računanja, vključno s teorijo verjetno približnega pravilnega učenja (PAC), zahtevnosti štetja in algebrskega računanja ter teorije vzporednega in porazdeljenega računalništva. | Univerza Harvard |
| 2011 | Judea Pearl             |                   | Za temeljne prispevke k umetni inteligenci prek razvoja računa za verjetnostno in vzročno sklepanje. | Univerza Kalifornije, Los Angeles |
| 2012 | Silvio Micali           |                   | Za transformativno delo, ki je postavilo teoretične temelje za znanost o kriptografiji in v tem procesu pionirsko uvedlo nove metode za učinkovito preverjanje matematičnih dokazov v teoriji računske zahtevnosti. | Tehnološki inštitut Massachusettsa |
| 2012 | Shafi Goldwasser        |                   | Za transformativno delo, ki je postavilo teoretične temelje za znanost o kriptografiji in v tem procesu pionirsko uvedlo nove metode za učinkovito preverjanje matematičnih dokazov v teoriji računske zahtevnosti. | Tehnološki inštitut Massachusettsa, Weizmannov znanstveni inštitut |
| 2013 | Leslie Lamport          |                   | Za temeljne prispevke k teoriji in praksi porazdeljenih in sočasnih sistemov, predvsem izum konceptov, kot so vzročnost in logične ure, varnost in živost, replicirani končni avtomati in zaporedna konsistentnost. | Massachusetts Computer Associates (sedaj pod Essig PLM), SRI International, DEC, Compaq (sedaj pod HP), Microsoft Research                                              |
| 2014 | Michael Stonebraker     |                   | Za temeljne prispevke h konceptom in praksam, na katerih temeljijo sodobni sistemi podatkovnih zbirk. | Univerza Kalifornije, Berkeley, Tehnološki inštitut Massachusettsa |
| 2015 | Whitfield Diffie        |                   | Za temeljne prispevke k sodobni kriptografiji. Prelomni članek Diffieja in Hellmana iz leta 1976, New Directions in Cryptography, je predstavil zamisel o kriptografiji z javnim ključem in digitalnih podpisih, ki sta osnova za večino danes redno rabljenih varnostnih protokolov na internetu. | Univerza Stanford |
| 2015 | Martin Hellman          |                   | Za temeljne prispevke k sodobni kriptografiji. Prelomni članek Diffieja in Hellmana iz leta 1976, New Directions in Cryptography, je predstavil zamisel o kriptografiji z javnim ključem in digitalnih podpisih, ki sta osnova za večino danes redno rabljenih varnostnih protokolov na internetu. | Univerza Stanford |
| 2016 | Tim Berners-Lee         |                   | Za izum svetovnega spleta, prvega spletnega brskalnika ter temeljnih protokolov in algoritmov, ki omogočajo širitev spleta. | CERN, Tehnološki inštitut Massachusettsa, World Wide Web Consortium |
| 2017 | John Leroy Hennessy     |                   | Za pionirsko delo sistematičnega, kvantitativnega pristopa k oblikovanju in vrednotenju računalniških arhitektur s trajnim vplivom na industrijo mikroprocesorjev. | Univerza Stanford |
| 2017 | David Andrew Patterson  |                   | Za pionirsko delo sistematičnega, kvantitativnega pristopa k oblikovanju in vrednotenju računalniških arhitektur s trajnim vplivom na industrijo mikroprocesorjev. | Univerza Kalifornije, Berkeley |
| 2018 | Yoshua Bengio           |                   | Za konceptualne in inženirske preboje, zaradi katerih so globoke nevronske mreže postale kritična komponenta računalništva. | Univerza v Montrealu, Univerza McGill, Mila |
| 2018 | Geoffrey Hinton         |                   | Za konceptualne in inženirske preboje, zaradi katerih so globoke nevronske mreže postale kritična komponenta računalništva. | Univerza v Torontu, Univerza Kalifornije, San Diego, Univerza Carnegie Mellon, Univerzitetni kolidž v Londonu, Univerza v Edinburghu, Google AI                         |
| 2018 | Yann LeCun              |                   | Za konceptualne in inženirske preboje, zaradi katerih so globoke nevronske mreže postale kritična komponenta računalništva. | Bellovi laboratoriji, Univerza v New Yorku, Meta AI |
| 2019 | Edwin Catmull           |                   | Za temeljne prispevke k 3-D računalniški grafiki in revolucionarni vpliv teh tehnik na računalniško ustvarjene podobe (CGI) v filmskem ustvarjanju in drugih aplikacijah. | Univerza Utaha, Pixar, Walt Disney Animation Studios |
| 2019 | Pat Hanrahan            |                   | Za temeljne prispevke k 3-D računalniški grafiki in revolucionarni vpliv teh tehnik na računalniško ustvarjene podobe (CGI) v filmskem ustvarjanju in drugih aplikacijah. | Pixar, Univerza Princeton, Univerza Stanford |
| 2020 | Alfred Aho              |                   | Za temeljne algoritme in teorijo, na kateri temelji implementacija programskega jezika, in za sintezo teh rezultatov in rezultatov drugih v njunih zelo vplivnih knjigah, ki so izobraževale generacije računalnikarjev. | Bellovi laboratoriji, Univerza Columbia |
| 2020 | Jeffrey Ullman          |                   | Za temeljne algoritme in teorijo, na kateri temelji implementacija programskega jezika, in za sintezo teh rezultatov in rezultatov drugih v njunih zelo vplivnih knjigah, ki so izobraževale generacije računalnikarjev. | Bellovi laboratoriji, Univerza Princeton, Univerza Stanford |
| 2021 | Jack Dongarra           |                   | Za pionirske prispevke k numeričnim algoritmom in knjižnicam, ki so omogočili visoko zmogljivi računalniški programski opremi, da sledi eksponentnim izboljšavam strojne opreme več kot štiri desetletja. | Narodni laboratorij Argonne, Narodni laboratorij v Oak Ridgeu, Univerza v Manchestru, Inštitut za višji študij Univerze Teksas A&M, Univerza Tennesseeja, Univerza Rice |
| 2022 | Robert Metcalfe         | Robert Metcalfe   | Za izum, standardizacijo in komercializacijo etherneta. | Tehnološki inštitut Massachusettsa, Univerza Harvard, Xerox PARC, Univerza Teksasa v Austinu                                                                            |
| 2023 | Avi Wigderson           | Avi Wigderson     | Za preoblikovanje našega razumevanja vloge naključnosti v računanju in za večdesetletno vodilno intelektualno vlogo v teoretičnem računalništvu. | Inštitut za napredni študij, Univerza Princeton, Hebrejska univerza v Jeruzalemu                                                                                        |
| 2024 | Andrew Barto            |                   | Za razvoj konceptualnih in algoritemskih temeljev spodbujevanega učenja. | Univerza Massachusettsa (Amherst) |
| 2024 | Richard S. Sutton       | Richard S. Sutton | Za razvoj konceptualnih in algoritemskih temeljev spodbujevanega učenja. | Univerza Alberte Amii |